# Liste der Kulturdenkmale in Olderup
In der Liste der Kulturdenkmale in Olderup sind alle Kulturdenkmale der schleswig-holsteinischen Gemeinde Olderup (Kreis Nordfriesland) aufgelistet (Stand: 10. März 2025).

## Legende
In den Spalten befinden sich folgende Informationen:
- Objekt-ID: die Nummer des Kulturdenkmales
- Lage: die Adresse des Kulturdenkmales und die geographischen Koordinaten. Kartenansicht, um Koordinaten zu setzen. In der Kartenansicht sind Kulturdenkmale ohne Koordinaten mit einem roten Marker dargestellt und können in der Karte gesetzt werden. Kulturdenkmale ohne Bild sind mit einem blauen Marker gekennzeichnet, Kulturdenkmale mit Bild mit einem grünen Marker.
- Offizielle Bezeichnung: Bezeichnung des Kulturdenkmales
- Beschreibung: die Beschreibung des Kulturdenkmales
- Bild: ein Bild des Kulturdenkmales

## Sachgesamtheiten
| Objekt-ID      | Lage                                     | Offizielle Bezeichnung | Beschreibung | Bild                             |
| -------------- | ---------------------------------------- | ---------------------- | --- | -------------------------------- |
| 40637 Wikidata | Hauptstraat (54° 32′ 16″ N, 9° 6′ 41″ O) | Kirche Olderup         | Aktualisierung vorgesehen - Begründung: geschichtlich, künstlerisch, städtebaulich, Kulturlandschaft prägend - Schutzumfang: Kirche mit Ausstattung, Glockenhaus, Kirchhof, Grabmale bis 1870, Feldsteinwall, Lindenkranz | weitere Fotos \| Fotos hochladen |

## Bauliche Anlagen
| Objekt-ID     | Lage                                     | Offizielle Bezeichnung | Beschreibung | Bild                             |
| ------------- | ---------------------------------------- | ---------------------- | --- | -------------------------------- |
| 4119 Wikidata | Hauptstraat (54° 32′ 16″ N, 9° 6′ 41″ O) | Kirche mit Ausstattung | Die evangelische Kirche stammt aus dem 12. Jahrhundert. Es ist ein einschiffiger Bau aus Feldsteinen. Im Inneren befindet sich eine Granittaufe aus der Bauzeit der Kirche. Der Rest der Ausstattung wurde nach einem Brand 1937 erneuert. Alteintragung (Aktualisierung vorgesehen) - Begründung: geschichtlich, künstlerisch, städtebaulich - Schutzumfang: Kirche mit Ausstattung, Glockenhaus - Denkmaltyp: Bauliche Anlage, Sachgesamtheit: Kirche Olderup | weitere Fotos \| Fotos hochladen |

## Gründenkmale
| Objekt-ID      | Lage                                     | Offizielle Bezeichnung | Beschreibung | Bild            |
| -------------- | ---------------------------------------- | ---------------------- | --- | --------------- |
| 19457 Wikidata | Hauptstraat (54° 32′ 16″ N, 9° 6′ 43″ O) | Kirchhof               | Alteintragung (Aktualisierung vorgesehen) - Begründung: geschichtlich, Kulturlandschaft prägend - Schutzumfang: Kirchhof, Grabmale bis 1870, Feldsteinwall, Lindenkranz - Denkmaltyp: Gründenkmal, Sachgesamtheit: Kirche Olderup | Fotos hochladen |

## Quelle
- Liste der Kulturdenkmale in Schleswig-Holstein – Kreis Nordfriesland (PDF)

- Karte mit allen Koordinaten:
- OSM |
- WikiMap